# Goose Ligon
James T. Ligon, detto Goose (Kokomo, 22 febbraio 1944 – Louisville, 17 aprile 2004), è stato un cestista statunitense, professionista nella ABA.

## Palmarès
- ABA All-Star Game: 1

1969
- Dodicesimo migliore rimbalzista di sempre ABA
- Quarantasettesimo miglior marcatore di sempre ABA
- Cinquantottesimo per numero di assist di sempre ABA